# Супа
Супа или јуха је течно јело, које се справља прокувавањем састојака. Од састојака у супу се стављају месо и поврће. Месо може бити пилетина (било који део пилета) и јунетина или говедина (обично се стављају ребра или груди, ређе врат). Од телетине, као и од било ког другог меса, прави се углавном чорба. У супу се од поврћа ставља најпре корен од шаргарепе и першуна, и то може бити сасвим довољно. Може се ставити било које поврће, што га је више, то је супа укуснија. Такође, супа је укуснија, и квалитетнија ако се ставе и 2-3 врсте меса. У јунећу и говеђу супу, осим шаргарепе и першуна, ставља се и главица црног лука, препеченог на рингли. Од зачина, осим соли, ставља се зачин Ц (био зачин), и по жељи бибер. Закувава се са резанцима, или кнедлама од гриза.
У традиционалној француској кухињи, супе су класификоване у две главне групе: бистре супе и густе супе. Уврежене француске класификације бистрих супа су бујон и конзоме. Густе супе се класификују у зависности од врсте коришћеног средства за згушњавање: пире су супе од поврћа згуснуте скробом; бискији се праве од пасираних шкољки или поврћа згуснутог кремом; крем супе се могу згуснути бешамел сосом; а велуте се згушњавају јајима, путером и кремом. Остали састојци који се обично користе за згушњавање супа и бујона укључују пиринач, сочиво, брашно и житарице; многе популарне супе такође укључују бундеву, шаргарепу, кромпир, свињске папке и птичја гнезда.

## Историја
Најранији докази прављења супе у људској кулинарској пракси датирају из периода горњег палеолита када су термички измењене стене постале уобичајена појава у археолошким записима. На граветском локалитету Павлов VI присутне су мале јаме за кључање. Камење се загрева на огњишту, а затим ставља у воду да прокључа. Међутим, древност супе је веома спорна. На основу етнографских доказа, неки археолози претпостављају да су рани људи користили коже и водонепропусне корпе да прокувају воду.

## Готове супе
Разни произвођачи производе тзв. готове супе, паковане у кесице или компресована паковања (тзв. „коцке“) које је довољно прокувати у води и добити комплетну супу. Ту спадају говеђе, пилеће, и разне друге врсте супа у зависности од произвођача.

### Конзервиране супе
Супа из конзерве се може кондензовати, у ком случају се припрема додавањем воде (или понекад млека) или може бити „готова за јело“, што значи да није потребна додатна течност пре јела. Кондензована супа (коју је 1897. године изумео Џон Т. Доранс, хемичар из компаније Кампбел Соуп) омогућава да се супа пакује у мању конзерву и продаје по нижој цени од осталих супа у конзерви. Запремина супе се обично удвостручи додавањем „пуне конзерве” воде или млека, око 10 US fl oz (300 ml). Варијанта „спремно за јело“ се може припремити једноставним загревањем садржаја конзерве на кухињском шпорету или у микроталасној рерни, уместо да се било шта кува. Такве супе се могу користити као основа за домаће супе, при чему потрошач додаје било шта од неколико форми поврћа до јаја, меса, кајмака или тестенина.
Од 1990-их, тржиште конзервираних супа је порасло, са некондензованим супама које се продају као „спремне за јело“, тако да им није потребна додатна течност за припрему. Чиније за микроталасну пећницу још више су прошириле тржиште конзервираних супа „готових за јело“, нудећи практичност (посебно на радним местима) и чинећи популарне намирнице за ручак. Као одговор на забринутост због негативних ефеката прекомерног уноса соли на здравље, неки произвођачи супа су увели верзије популарних супа са смањеним садржајем соли.
Данас су Кембелов парадајз (уведен 1897), крем од печурака и пилећи резанци (уведени 1934) три најпопуларније супе у Америци. Американци конзумирају отприлике 2,5 милијарди чинија само ове три супе сваке године. Друге популарне марке супа укључују Прогресо.

### Осушене супе
Суве мешавине супе продају многи произвођачи и реконституишу се топлом водом; затим се могу додати други свежи састојци. Прва сушена супа биле су бујонске коцке; ранији екстракт меса није захтевао хлађење, већ је био вискозна течност. Инстант супе са резанцима у источноазијском стилу укључују рамен и зачине, и продају се као згодан и јефтин инстант оброк, који захтева само топлу воду за припрему.

## Галерија
- Пилећа супа
- Готова супа у коцки
- Супа Tom yum
- Seafood chowder
- Боршч
- Окрошка
- Vegetable beef barley soup
- Chicken pasta soup
- Chunky tomato soup
- A thick pea soup garnished with a tortilla accent
- Cream of asparagus soup
- Cупа са сиром
- Пилећа супа из Анкаре